# Nelleke Penninx
Petronella „Nelleke“ Wilhelmina Cornelia Penninx (* 14. September 1971 in Loosdrecht) ist eine ehemalige niederländische Ruderin. 
Die 1,77 m große Nelleke Penninx vom Ruderverein Nijmeegse Studenten Roei Vereniging Phocas startete bei den Ruder-Weltmeisterschaften 1995 im Doppelvierer mit Eeke van Nes, Irene Eijs und Anita Meiland und fuhr auf den dritten Platz hinter den Deutschen und den Kanadierinnen. Bei den Olympischen Spielen 1996 in Atlanta belegte sie mit dem niederländischen Doppelvierer den sechsten Platz. 1997 gewann sie mit dem Doppelvierer das B-Finale bei den Weltmeisterschaften und platzierte sich somit auf dem siebten Rang der Gesamtwertung.
Vor der Saison 1998 wechselte Nelleke Panninx vom Skullrudern zum Riemenrudern. Bei den Weltmeisterschaften in Köln gewann sie im Vierer ohne Steuerfrau die Bronzemedaille. 1999 wechselte sie in den Achter und belegte in dieser Bootsklasse bei den Weltmeisterschaften in Kanada den vierten Platz. 2000 gewann der niederländische Achter beim Weltcup in München. Im Finale der Olympischen Spiele 2000 erkämpften die Niederländerinnen die Silbermedaille hinter den rumänischen Titelverteidigerinnen. 